# Plosca (okręg Teleorman)
Plosca – wieś w Rumunii, w okręgu Teleorman, w gminie Plosca. W 2011 roku liczyła 5900 mieszkańców.